# Karijärvi (sjö i Lappland, lat 67,77, long 25,62)
Karijärvi är en sjö i Finland. Den ligger i kommunen Kittilä i landskapet Lappland, i den norra delen av landet, 800 km norr om huvudstaden Helsingfors. Karijärvi ligger 216,4 meter över havet.Arean är 26,8 hektar och strandlinjen är 3,55 kilometer lång. Sjön  ingår i Kemi älvs huvudavrinningsområde. 